# Бассия
Бассия (лат. Bassia) — род растений семейства Амарантовые (Amaranthaceae), включающий 25 видов однолетних травянистых растений или многолетних полукустарников. В данный род могут включаться многие виды из близкого рода Кохия (Kochia).

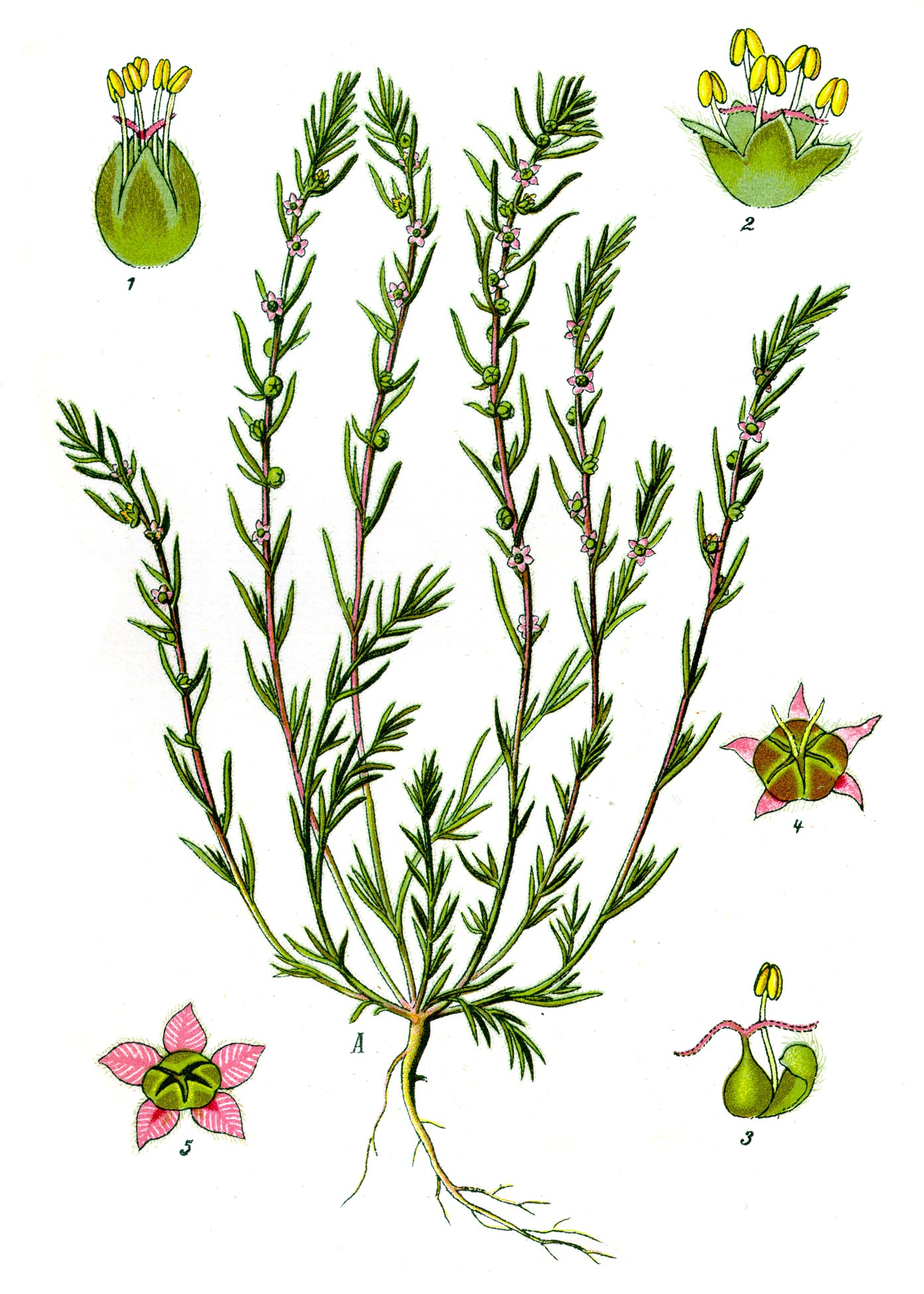
Bassia laniflora.

Род назван в честь итальянского ботаника Фердинандо Басси.

## Распространение
Виды род распространены от западного Средиземноморья до Восточной Азии. Некоторые однолетние виды распространись в Северной Америке.
Произрастают в сухих степях и полупустынях, в сорных местах, встречаются на солончаках. Филогенетические исследования показали, что род возник в миоцене.

## Ботаническое описание
Стебли восходящие или прямостоящие. Обычно вегетативные части растения покрыты волосками. Листорасположение супротивное. Листовые пластинки цельные простые, очень изменчивы по форме.
Цветки невзрачные, как правило обоеполые, собраны в колосовидные соцветия.
Число хромосом 2n = 18

## Значение и применение
Некоторые виды рода имеют высокое содержанием белка и являются ценными элементами пастбищных угодий. Отдельные виды могут высеиваться с целью восстановления пастбищ.
Некоторые виды, например бассию веничную (Bassia scoparia), выращивают в качестве декоративного и технического растения.

## Таксономия
Bassia All., Mélanges de Philosophie et de Mathématique de la Société Royale de Turin 3: 177, pl. 4. 1766.

### Синонимы
- Bushiola Nieuwl. (1915)
- Chenoleoides (Ulbr.) Botsch. (1976)
- Echinopsilon Moq. (1834), nom. illeg.
- Kirilowia Bunge (1843)
- Kochia Roth (1801) — Кохия
- Londesia Fisch. & C.A.Mey. (1836)
- Panderia Fisch. & C.A.Mey. (1836)
- Pentodon Ehrenb. ex Boiss. (1879), pro syn.
- Pterochlamys Fisch. ex Endl. (1837)
- Willemetia Maerkl. (1801), nom. illeg.

### Виды
Род включает 25 видов:
- Bassia aegyptiaca Turki, El Shayeb & F.Shehata
- Bassia alata (Bates) A.J.Scott
- Bassia americana (S.Watson) A.J.Scott
- Bassia angustifolia (Turcz.) Freitag & G.Kadereit
- Bassia arabica (Boiss.) Maire & Weiller
- Bassia californica (S.Watson) A.J.Scott
- Bassia crassifolia (Pall.) Soldano
- Bassia diffusa (Thunb.) Kuntze
- Bassia dinteri (Botsch.) A.J.Scott
- Bassia eriophora (Schrad.) Asch.
- Bassia hyssopifolia (Pall.) Kuntze — Бассия иссополистная
- Bassia indica (Wight) A.J.Scott
- Bassia laniflora (S.G.Gmel.) A.J.Scott — Бассия шерстистоцветковая
- Bassia lasiantha Freitag & G.Kadereit
- Bassia monticola (Boiss.) Kuntze
- Bassia muricata (L.) Asch. typus[1]
- Bassia odontoptera (Schrenk) Freitag & G.Kadereit
- Bassia pilosa (Fisch. & C.A.Mey.) Freitag & G.Kadereit
- Bassia prostrata (L.) Beck — Бассия простёртая
- Bassia pulverulenta H.Lindb.
- Bassia salsoloides (Fenzl) A.J.Scott
- Bassia saxicola (Guss.) A.J.Scott
- Bassia scoparia (L.) A.J.Scott — Бассия веничная
- Bassia stellaris (Moq.) Bornm.
- Bassia tianschanica (Pavlov) Freitag & G.Kadereit
- Bassia tomentosa (Lowe) Maire & Weiller
- Bassia villosissima (Bong. & C.A.Mey.) Freitag & G.Kadereit